# Апланд (Калифорнија)
Апланд (енгл. Upland) град је у америчкој савезној држави Калифорнија. По попису становништва из 2010. у њему је живело 73.732 становника.

## Демографија
Према попису становништва из 2010. у граду је живело 73.732 становника, што је 5.339 (7,8%) становника више него 2000. године.
| Група             | 2000.          | 2010.          |
| Белци             | 37.456 (54,8%) | 32.564 (44,2%) |
| Афроамериканци    | 5.164 (7,6%)   | 5.400 (7,3%)   |
| Азијати           | 4.969 (7,3%)   | 6.217 (8,4%)   |
| Хиспаноамериканци | 18.830 (27,5%) | 28.035 (38,0%) |
| Укупно            | 68.393         | 73.732         |